# Route européenne 804
Pour les articles homonymes, voir Route 804.
La route européenne 804 relie de Bilbao à Saragosse.  Sa longueur est de 294 km.